# Dryopteris inaequalis
Dryopteris inaequalis är en träjonväxtart som först beskrevs av Diederich Franz Leonhard von Schlechtendal, och fick sitt nu gällande namn av O. Kze. Dryopteris inaequalis ingår i släktet Dryopteris och familjen Dryopteridaceae. Inga underarter finns listade.